# Scotocesonia demerarae
Scotocesonia demerarae Caporiacco, 1947 è un ragno appartenente alla famiglia Gnaphosidae.
È l'unica specie nota del genere Scotocesonia.

## Distribuzione
L'unica specie oggi nota di questo genere è stata rinvenuta nella Guyana.

## Tassonomia
Dal 1948 non sono stati esaminati altri esemplari, né sono state descritte sottospecie al 2015.